# Obere Linde an der Oberen Talwiese

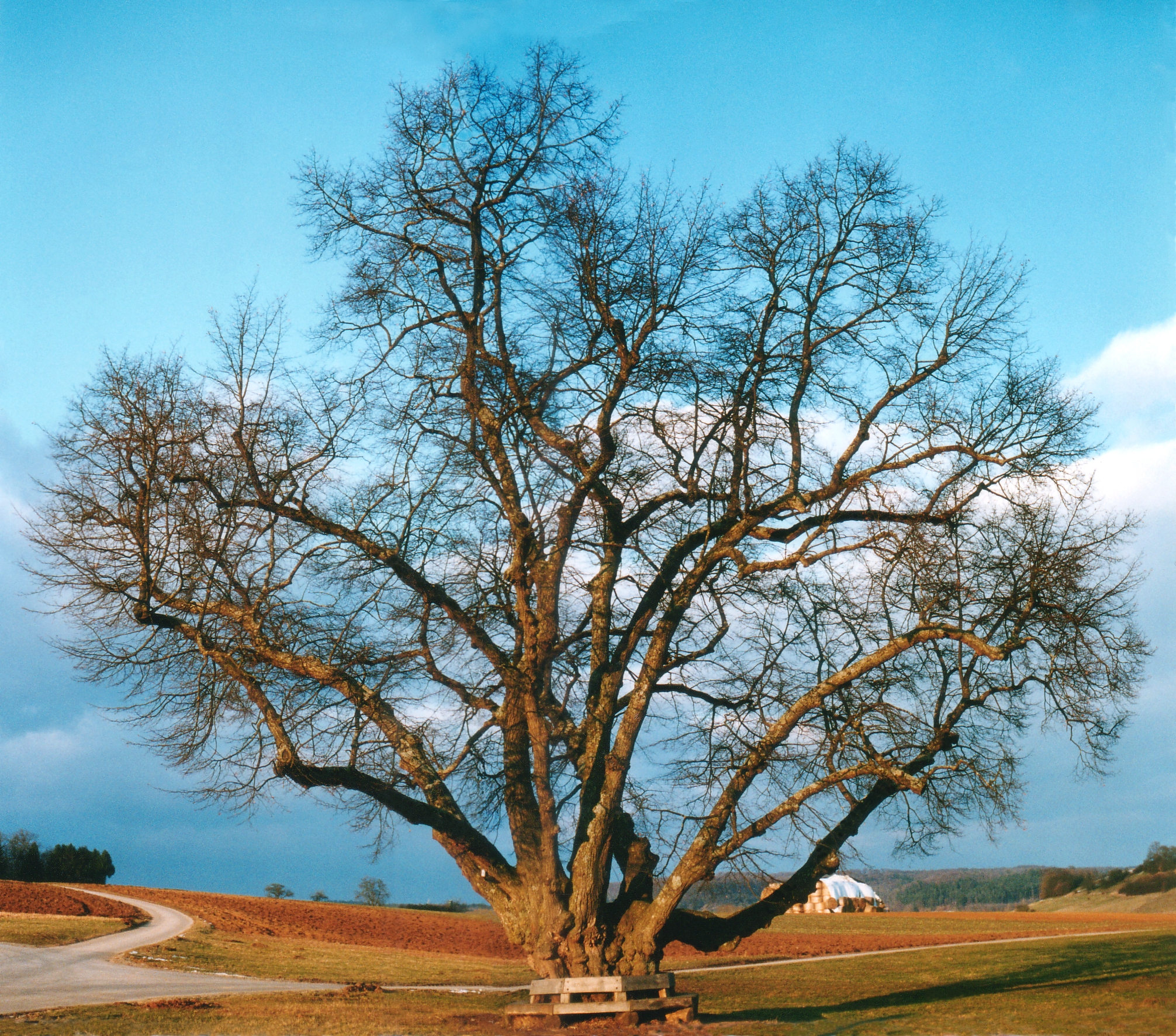
Obere Linde an der Oberen Talwiese bei Hildrizhausen

Die Obere Linde an der Oberen Talwiese bei Hildrizhausen (Landkreis Böblingen) ist ein Solitärbaum im Alter von gut 400 Jahren. Das Naturdenkmal befindet sich im Einzugsbereich des Flüsschens Würm, etwa 1,5 km nördlich der Randgemeinde des Naturparks Schönbuch.

## Beschreibung
Der Baum besitzt neun tentakelartig ausgebreitete Kronenäste. Sie entspringen schon zwei Meter über dem Boden einem sehr massigen und mit zahlreichen dicken Wucherungen überzogenen Erdstamm.
Die Krone selbst ist hinsichtlich des völlig ungeschützten, offenen Standortes gut erhalten: Sturmschäden sind nur vereinzelt festzustellen und die Verästelungen der Hauptachsen sind bis in die Spitzen relativ fein ausgebildet. Der Kronendurchmesser beträgt trotz einiger gekappter Stämmlinge mehr als 20 Meter, die Kronenhöhe liegt etwas darunter.
Den 6,75 Meter umfassenden Stamm umgibt eine hölzerne Rundbank.